# John Mudge
John Mudge (Bideford, 1721 — 26 de março de 1793) foi um médico e criador de espelhos de telescópio amador inglês, Foi laureado com a Medalha Copley em 1777 por um artigo sobre telescópios refletores.

## Telescópios
Em 29 de maio de 1777, Mudge foi eleito membro da Royal Society e, no mesmo ano, recebeu a medalha Copley por suas 'Instruções para fazer a melhor composição para os metais para telescópios refletores; juntamente com uma Descrição do Processo de Moagem, Polimento, e dando ao grande Speculum a verdadeira Curva Parabólica', que foram comunicados pelo autor à sociedade e impressos em Philosophical Transactions (1777, lxvii. 296). As 'Directions' também foram emitidas separadamente por Bowyer (Londres, 1778). Sir John Pringle , o presidente, ao fazer a apresentação, observou que Isaac Newton havia previsto o papel dos dispositivos mecânicos na fabricação de espelhos parabólicos.
A fabricação de telescópios continuou a ocupar muito do seu tempo livre. Ele fez dois grandes com um poder de ampliação de duzentas vezes; um destes ele deu a Hans Moritz von Brühl, e passou para o Observatório de Gotha, o outro desceu para seu filho William Mudge.

## Trabalhos médicos
Em 1777 publicou um trabalho sobre a varíola representando um avanço sobre os tratados anteriores de Richard Mead e outros.
Em 1778 ele publicou 'A Radical and Expeditious Cure for Recent Catarrhous Cough', com um desenho de um inalador corretivo, que obteve ampla aceitação. Ele escreveu alguns outros pequenos tratados médicos.